# August Söderman

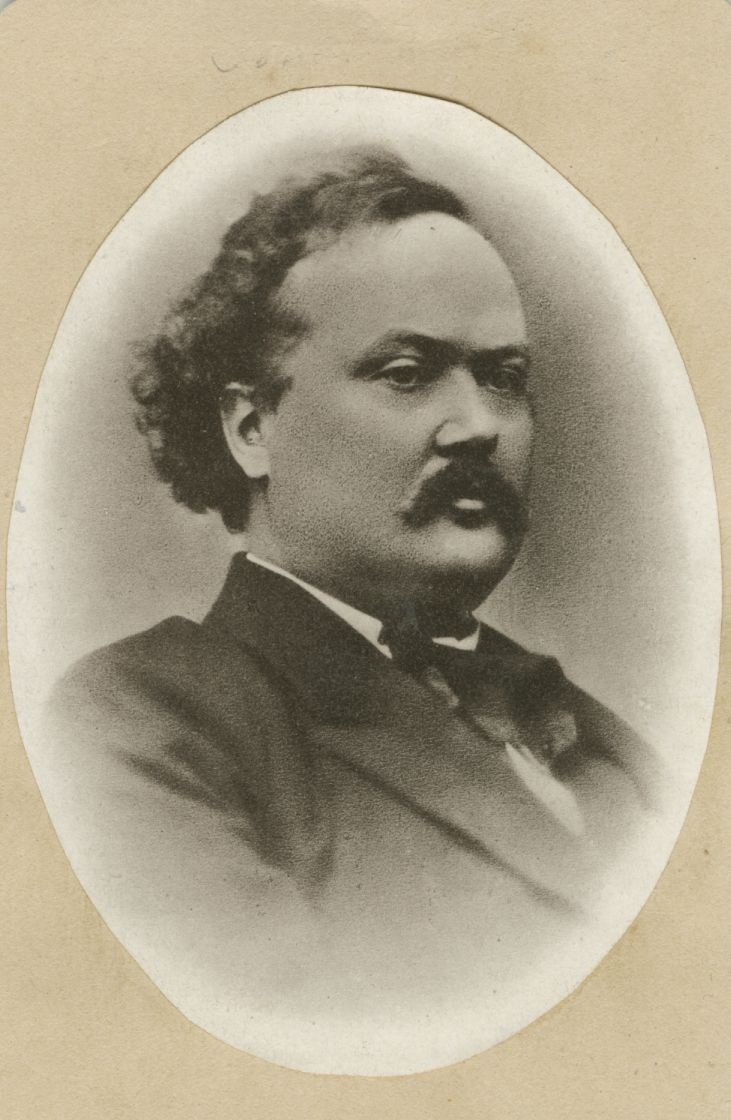
Johan August Söderman

Johan August Söderman (* 17. Juli 1832 in Stockholm; † 10. Februar 1876 ebenda) war ein schwedischer Komponist der Romantik und Dirigent an der Oper in Stockholm.
Söderman wurde 1854 Kapellmeister des Mindre Theaters in Stockholm, war von 1856 bis 1857 Schüler des Leipziger Konservatoriums. Er wurde 1860 Chormeister sowie 1862 Kapellmeister der königlichen Oper in Stockholm. Außer Theatermusiken und kirchlichen Gesängen komponierte er besonders kleinere Vokalwerke nationaler Färbung, die ihn populär machten. Aus seinem reichen musikalischen Nachlass sind hervorzuheben die Balladen Tannhäuser, Der schwarze Ritter, Die Wallfahrt nach Kevlaar, Qvarnruinen (sämtliche für Solostimme mit Orchesterbegleitung), die Operette Hin Ondes lärospån, eine Ouvertüre zur Jungfrau von Orléans, die Musik zum Bröllopet på Ulfåsa und eine Reihe Männerchöre und Lieder.